# San Vicente del Condado
San Vicente del Condado es una entidad local menor perteneciente al municipio de Vegas del Condado, en la provincia de León, comunidad autónoma de Castilla y León, España.

## Toponimia
Vicente, del latín Vicentius, "vencedor", en referencia a San Vicente de Huesca.
Condado, del latín Cominatus, "cortejo, acompañamiento", "dignidad honorífica de conde" o "territorio o lugar a que se refiere el título nobiliario de conde y sobre el cual ejercía éste antiguamente señorío" (en referencia a los Nuñez de Guzmán); o del céltico Condate, "confluencia" (en referencia a los ríos Porma y Curueño).
Sant Vicente de Porma (año 1262).

## Patrimonio natural
Se encuentra situado en la ribera del Río Porma, coto de pesca de trucha, que proporciona a la zona una abundante vegetación, atípica en muchas poblaciones de León, y cuenta con parajes de gran belleza natural como el denominado “Pozo del Obispo”.
La escasa contaminación ambiental y acústica lo convierten en lugar ideal de paseo y relajación, con vistas inigualables sobre toda la ribera y montañas próximas.
Cercana a la población se encuentra la finca "El membrillar" propiedad privada de impresionantes dimensiones.

## Actividad económica
Aunque actualmente tiene una población  fija de menos de 30 habitantes, en su mayoría jubilados, que se incrementa en fines de semana y periodos vacacionales, cuenta con dos explotaciones ganaderas destinadas a la producción de leche y cultivos agrícolas de forrajes, maíz, etc, para el ganado, y pequeños huertos para el consumo familiar. No obstante, la mayor parte de las tierras están destinadas a plantaciones de chopos, para la industria maderera.

## Fiestas
Antiguamente se celebraban dos fiestas: La de la Milagrosa, el último domingo de septiembre y la de San Vicentín, el día 22 de enero.
Actualmente solo se conserva, como tal, la fiesta el último domingo de septiembre. Se organizan juegos para niños y adultos con entrega de premios en los que se vuelca todo el pueblo, siendo el más concurrido el juego de la cuerda, enfrentándose hombres contra mujeres.
En el mes de agosto, desde hace varios años, tiene lugar un encuentro de habitantes, familiares y amigos del pueblo con una comida en la plaza de la iglesia, juegos de naipes y baile.